# ГЭС «Арпачай-1»
Арпачай-1 — гидроэлектростанция в Шарурском районе Азербайджана.

## Общие сведения
Строительство начато в 2011 году, и завершено в 2013 году. Введена в эксплуатацию 7 апреля 2014 года.
Электростанция состоит из водозаборной установки, здания станции, тоннеля и трансформаторной подстанции.
На станции построен тоннель длиной 1100 метров и диаметром 3,9 метра. Для подачи воды по тоннелю к турбинам проложен высоконапорный металлический трубопровод. Сооружен воздухозаборник.
Электростанция использует воду водохранилища Арпачай объёмом 150 млн м3. Водозаборная установка способна выпускать 37 м3 воды в секунду.
Действуют две турбины мощностью 8 мегаватт и одна турбина мощностью 4,5 мегаватта.
Процесс переработки на этой энергетической установке автоматизирован.
Для передачи выработанной электроэнергии в сеть действует трансформаторная подстанция. Проложены 110-киловольтные линии электропередачи протяженностью 11 километров.
Мощность электростанции составляет 20,5 МВт.
Проектная мощность — 51 млн кВт⋅ч электроэнергии в год.

## Показатели
| Год  | Количество |
| ---- | ---------- |
| 2020 | 41 100 000 |
| 2021 | 33 200 000 |
| 2022 | 25 977 600 |
| 2023 | 19 120 300 |
| 2024 | 45 400 000 |